# Duszniki-Zdrój
Duszniki-Zdrój (in tedesco Bad Reinerz) è una città polacca del distretto di Kłodzko nel voivodato della Bassa Slesia.
Ricopre una superficie di 22,28 km² e nel 2007 contava 5 092 abitanti.